# Антоній Міхал Потоцький
Антоній Міхал Потоцький гербу Пилява (пол. Antoni Michał Potocki, січень 1702 — квітень 1766) — польський шляхтич, військовик, урядник, дипломат, мемуарист, меценат.

## Життєпис
Народився в січні 1702 р.; син смоленського воєводи Александера Яна Потоцького (пом. 1714) і його другої дружини Тереси, доньки завихостського воєводи Александра Тарла, онук кам'янецького каштеляна Павела Потоцького, небіж (племінник) примаса Польщі Теодора Потоцького, брат львівського каштеляна Юзефа Потоцького.
Був під опікою свого стрийка — примаса Теодора Потоцького, за його підтримки починав у 1726 р. публічну кар'єру (ґузовський староста). Наприкінці 1727 р. добивався посади в Житомирському старостві. У 1728 р. посів уряд заступника стольника литовського. З ініціативи примаса Теодора Потоцького влітку 1729 р. їздив до Варшави на зустріч з новим послом Франції Монті (фр. Montiego), щоб переконати його у необхідності зірвати сейм. З цього часу відраховують його близькі стосунки з французькою дипломатією. Був делеґатом гродненського сейму 1729 р. У травні 1730 р. відісланий сенатом (senatus consilium) як надзвичайний посол до Москви з поздоровленнями для нової цариці Анни Іоанівни. Офіційною метою місії було вирішення спірних питань: присутности російських військ у Курляндії, опіки Росії над православ'ям у Польщі, власних маєтків Хори і Хорки у Литві, незаконно придбаних міністром А. Мєньшиковим у Сапеги. А. М. Потоцький віз таємного листа від примаса з критичними зауваженнями на адресу Сасів; мав доручення проведення переговорів з царицею з питання виходу Росії із військового союзу. У Москві контактував із керівником староруської партії П. Я. Яґужинським, французьким дипломатом Магнаном. Французька дипломатія сподівалася, що А. М. Потоцький зможе послабити позицію австрійського віце-канцлера А.Остермана. Спроби А. М. Потоцького домовитися з Анною Іоанівною за спиною А. Остермана не увінчалися успіхом. Відзначений орденом святого Андрія, Потоцький виїхав із Москви в липні 1730 р.
Після повернення був послом на гродненський сейм 1730 р. Влітку 1731 р. виїхав до Москви як посол короля Авґуста ІІ (віз орден Білого Орла для цариці); мав виконати додаткову, таємну місію, доручену йому примасом і, нібито, інспірованою Авґустом ІІ — доведення до зриву російсько-пруського договору, направленого проти виборів королевича (король Людовік XV мав надію, що за допомогою А. М. Потоцького скине А.Остермана). Дипломатичні антипруські заходи А. М. Потоцького були розбиті Остерманом (довів Яґужинського до падіння). А. М. Потоцький отримав в Москві маєтки після А.Мєньшикова (викупив собі). Наприкінці 1731 р. залишив Москву.
Як белзький воєвода (з 14 липня 1732 р.) був на сеймі 1732 р. На раді сенату у Вєхові 14 жовтня 1732 р. висловився з питання управління маєностями, які межували з Росією (знав, що Росія не хоче в Польщі ні Саса, ні Лещинського, такі відомості передав Франції наприкінці листопада 1732 р.).
Імовірно, А. М. Потоцький розраховував разом зі своєю сім'єю на корону, спираючись, імовірно, на договори, укладені весною 1732 р. в Петербурзі (мав добиватися вторгнення російських, австрійських військ у Польщу). Перед сеймом 1733 р. близько співпрацював з підскарбієм литовським Юзефом Сапегою. Після раптової смерти короля Авґуста ІІ підтримував разом зі своєю сім'єю, примасом Теодором Потоцьким кандидатуру Станіслава Лещинського. 26 лютого 1733 р. отримав повістку до оршанського суду конфедератів з питання маєтків. Коли Юзеф Потоцький, Станіслав Понятовський, Тарли роз'їхалися готувати вибори в провінції, Антоній М. Потоцький, призначений у раду при примасі, залишився у Варшаві, щоби протидіяти кандидатурі Фридерика Авґуста.[джерело?]
Не завжди був послідовним противником саського двору. Послідовний ворог «сім'ї», російської гегемонії. Після смерти дядька (стрия) примаса Теодора Потоцького (1738 р.) посів перше місце в республіканській партії. Ця позиція Потоцького не знаходила місця в його фортуні. Згідно з інформацією Duperrona de Castèra (з 1750 р.) серед дванадцяти Потоцьких Антоній Міхал зі своїм річним доходом 12 000 дукатів займав третє місце з кінця.
Мав фінансові проблеми; багато енергії присвячував процесам, трибунальським справам. Французькі, пруські гроші не були для нього байдужими (мотив перекупки не був ключем до політичної діяльності А. М. Потоцького). «Партієць» в саському значенні цього слова, обдумував проекти реформ для республіканської Польщі, знайшов у цьому прибічників у Франції, Прусії.
1744 р. видав лист «Do Panów obojga stanów», в якому окреслив сміливу програму реформ, в тому числі допуск міщан до участи в сеймі.[джерело?]
В останні роки життя залишив політичну діяльність. 1746 року керував розмежуванням території Яблунова, Тудорова, Сухоставу, Кобиловолоків У 1759 р.(?) взяв в оренду Гусятин, 1760 р. здійснив передачу прав ґузовського старости на свого сина Яна (Яна Проспера).
Брав участь, мав промову на похороні великого коронного гетьмана Юзефа Потоцького. Прийняв опіку над дітьми брата — львівського каштеляна Юзефа Потоцького. Після смерти сина (1761/62 або 1763 р.) займався внуком Протазієм (Протом). Лікувався у Кракові. Продав Гусятин, уступив Белзьке воєводство Іґнацію Цетнеру (20 березня 1763 р.).
Тільки через свого брата Пйотра дізнавався про громадські справи, 1764 року про «коронацію варшавського короля». В 1765 р. на короткий час став почувати себе краще, в листах висловлював надію, «що всіх нас нещасливих на батьківщині дуже швидко замінять щасливими. Турки точно вдарять по Москві». Залишив у рукописі щоденник, який Зиґмунт Ґлоґер переклав з французької, опублікував під назвою «Щоденник про повторне вибрання короля Станіслава Лещинського».
Помер 11 квітня 1766 р.

### Маєтності
Антоній Міхал Потоцький посідав королівські маєтки (кварта (чверть) становила 39 060 злотих) у Київському (Черкаське староство), Краківському, Равському, Белзькому, Руському воєводствах (Буцнівське староство з містом Буцнів, селами Ходенків, Драганівка, Почапинці, Забойки, Довжанка, Домаморич). Спадкові маєтки були збільшені маєтками дружини.
Після поділу родинних маєтностей став власником:
- Устецького ключа (центр — Устя-Зелене; зокрема, записаний власником у 1730 році), підписувався «на Устю». Після його смерти власницею маєтку стала шваґерка Пелаґія — вдова львівського каштеляна Юзефа Потоцького.[8]
- Гусятина, Головчина (Мстиславське воєводство), Гори-Горки (ОРшанський повіт), Краснополя, Махнівки (Волинське воєводство, купив у Сапєгів;[6] у березні 1757 р. відбив напад Альбрехта Радзивілла на неї[9]

8 листопада 1764 року у Львові було оформлено акт дарування «Миколая на Бучачі, Потоці, Городенці, Печеніжині Потоцького воєводича белзького» (відпис знаходиться в архіві домініканів у Кракові). За ним місто Бучач з палацом, передмістями, селом Підзамочок та 14 сіл, належних до цього Бучацького ключа, отримували Антоній Міхал Потоцький (†1766) і його брат — львівський каштелян Юзеф. Нові дідичі Бучача Юзеф та Антоній Міхал Потоцькі зобов'язувались змурувати нову церкву в місті, бо стара руйнувалась.

### Посади
Підстолій литовський (1728 р.), белзький воєвода (1732—1762 рр.), маршалок королеви (1754—1764 рр.), крем'янецький, черкаський, ґрабовецький, ґузовський староста.

### Меценат
1734 року надав кошти на позолочення корони для Братства Святої Трійці (католицького) в Устю-Зеленому. Його коштом було виготовлено та встановлено головний вівтар у парафіяльному костелі Устя-Зеленого, 5 орнатів для ксьондзів храму. На дзвіниці біля костелу Св. Трійці в Устю-Зеленому зберігся ліплений картуш з гербом А. М. Потоцького Пилява, увінчаний шляхетською короною; з боків є ініціяли: А(ntoni) P(otocki) W(ojewoda) B(ełski) D(ziedic) U(ścia) 1741.

### Сім'я
Дружина (з 1727 р.) Марія Людвіка із Сапегів, вдова після смерті Александра Домініка Велопольського. Син:
- Ян Проспер (1728—1763 рр.) — комендант прикордонних фортець, генерал-лейтенант королівських військ, гузовський староста.